# Uruguayaans voetbalelftal in 1985
Het Uruguayaans voetbalelftal speelde in totaal achttien interlands in het jaar 1985, waaronder vier kwalificatieduels voor het WK voetbal 1986 in Mexico. Uruguay, de regerend kampioen van Zuid-Amerika, plaatste zich voor de eindronde ten koste van Chili en Ecuador. De nationale ploeg stond onder leiding van bondscoach Omar Borrás, die in 1982 was aangetreden als opvolger van Roque Máspoli.

## Balans
| Wedstrijden | Wedstrijden | Wedstrijden | Wedstrijden | Doelpunten | Doelpunten | Doelpunten | Punten |
| Gespeeld    | Winst       | Gelijk      | Verlies     | Voor       | Tegen      | Saldo      | Punten |
| ----------- | ----------- | ----------- | ----------- | ---------- | ---------- | ---------- | ------ |
| 18          | 11          | 1           | 6           | 33         | 18         | +15        | 1.277  |

## Interlands
|                                                       |                                                             |       |                                |                                                                                           |
| 29 januari Vriendschappelijk № 492 «onderlinge duels» | Uruguay                                                     | 3 – 0 | Duitse Democratische Republiek | Estadio Centenario, Montevideo Toeschouwers: 80.000 Scheidsrechter: Juan Cardellino (URU) |
| 29 januari Vriendschappelijk № 492 «onderlinge duels» | Carlos Aguilera 37' Jorge da Silva 78' Enzo Francescoli 84' |       |                                | Estadio Centenario, Montevideo Toeschouwers: 80.000 Scheidsrechter: Juan Cardellino (URU) |

|                                                  |                      |       |          |                                                                        |
| 3 februari Copa Artigas № 493 «onderlinge duels» | Uruguay              | 1 – 0 | Paraguay | Estadio Centenario, Montevideo Toeschouwers: 65.000 Scheidsrechter: ?? |
| 3 februari Copa Artigas № 493 «onderlinge duels» | Enzo Francescoli ??' |       |          | Estadio Centenario, Montevideo Toeschouwers: 65.000 Scheidsrechter: ?? |

|                                                       |         |                   |         |                                                                        |
| 6 februari Vriendschappelijk № 494 «onderlinge duels» | Bolivia | 0 – 1             | Uruguay | Estadio Hernando Siles, La Paz Toeschouwers: 20.000 Scheidsrechter: ?? |
| 6 februari Vriendschappelijk № 494 «onderlinge duels» |         | ??' Dario Pereira |         | Estadio Hernando Siles, La Paz Toeschouwers: 20.000 Scheidsrechter: ?? |

|                                                   |                            |       |                                                 | |
| 10 februari Copa Artigas № 495 «onderlinge duels» | Paraguay                   | 1 – 3 | Uruguay                                         | Estadio Defensores del Chaco, Asunción Toeschouwers: 30.000 Scheidsrechter: Gabriel González (PAR) |
| 10 februari Copa Artigas № 495 «onderlinge duels» | Roberto Benitez ??' (pen.) |       | ??' Amaro Nadal ??' Amaro Nadal ??' Amaro Nadal | Estadio Defensores del Chaco, Asunción Toeschouwers: 30.000 Scheidsrechter: Gabriel González (PAR) |

|                                                        |                                     |       |                |                                                                                         |
| 14 februari Vriendschappelijk № 496 «onderlinge duels» | Uruguay                             | 2 – 1 | Finland        | Estadio Centenario, Montevideo Toeschouwers: 29.735 Scheidsrechter: Ramón Barreto (URU) |
| 14 februari Vriendschappelijk № 496 «onderlinge duels» | Carlos Aguilera 30' Amaro Nadal 35' |       | 12' Ari Valvee | Estadio Centenario, Montevideo Toeschouwers: 29.735 Scheidsrechter: Ramón Barreto (URU) |

|                                                        |                                                                 |       |          |                                                                                               |
| 24 februari Vriendschappelijk № 497 «onderlinge duels» | Uruguay                                                         | 3 – 0 | Colombia | Estadio Centenario, Montevideo Toeschouwers: 80.000 Scheidsrechter: José Martínez Bazán (URU) |
| 24 februari Vriendschappelijk № 497 «onderlinge duels» | Carlos Aguilera 19' Enzo Francescoli 42' Amaro Nadal 89' (pen.) |       |          | Estadio Centenario, Montevideo Toeschouwers: 80.000 Scheidsrechter: José Martínez Bazán (URU) |

|                                                        |                                    |       |                                      |                                                                                           |
| 27 februari Vriendschappelijk № 498 «onderlinge duels» | Uruguay                            | 2 – 2 | Peru                                 | Estadio Centenario, Montevideo Toeschouwers: 65.000 Scheidsrechter: Ernesto Filippi (URU) |
| 27 februari Vriendschappelijk № 498 «onderlinge duels» | Amaro Nadal 45' Wilmar Cabrera 90' |       | 8' Franco Navarro 50' José Velasquez | Estadio Centenario, Montevideo Toeschouwers: 65.000 Scheidsrechter: Ernesto Filippi (URU) |

|                                                   |                                        |       |                   |                                                                                        |
| 10 maart WK-kwalificatie № 499 «onderlinge duels» | Uruguay                                | 2 – 1 | Ecuador           | Estadio Centenario, Montevideo Toeschouwers: 60.000 Scheidsrechter: Edison Pérez (PER) |
| 10 maart WK-kwalificatie № 499 «onderlinge duels» | Carlos Aguilera 32' Venancio Ramos 90' |       | 54' Hamilton Cuvi | Estadio Centenario, Montevideo Toeschouwers: 60.000 Scheidsrechter: Edison Pérez (PER) |

|                                                   |                                  |       |         |                                                                                  |
| 24 maart WK-kwalificatie № 500 «onderlinge duels» | Chili                            | 2 – 0 | Uruguay | Estadio Nacional, Santiago Toeschouwers: 79.560 Scheidsrechter: Jesús Díaz (COL) |
| 24 maart WK-kwalificatie № 500 «onderlinge duels» | Hugo Rubio 28' Jorge Aravena 53' |       |         | Estadio Nacional, Santiago Toeschouwers: 79.560 Scheidsrechter: Jesús Díaz (COL) |

|                                                   |         |                                          |         | |
| 31 maart WK-kwalificatie № 501 «onderlinge duels» | Ecuador | 0 – 2                                    | Uruguay | Estadio Olímpico Atahualpa, Quito Toeschouwers: 29.294 Scheidsrechter: Juan Francisco Escobar (PAR) |
| 31 maart WK-kwalificatie № 501 «onderlinge duels» |         | 72' Mario Saralegui 87' Enzo Francescoli |         | Estadio Olímpico Atahualpa, Quito Toeschouwers: 29.294 Scheidsrechter: Juan Francisco Escobar (PAR) |

|                                                  |                                    |       |                          |                                                                                           |
| 7 april WK-kwalificatie № 502 «onderlinge duels» | Uruguay                            | 2 – 1 | Chili                    | Estadio Centenario, Montevideo Toeschouwers: 67.175 Scheidsrechter: Carlos Esposito (ARG) |
| 7 april WK-kwalificatie № 502 «onderlinge duels» | José Batista 8' Venancio Ramos 57' |       | 28' (pen.) Jorge Aravena | Estadio Centenario, Montevideo Toeschouwers: 67.175 Scheidsrechter: Carlos Esposito (ARG) |

|                                                     |                                    |       |                         |                                                                                |
| 23 april Vriendschappelijk № 503 «onderlinge duels» | Peru                               | 2 – 1 | Uruguay                 | Estadio Nacional, Lima Toeschouwers: 20.000 Scheidsrechter: Edison Pérez (PER) |
| 23 april Vriendschappelijk № 503 «onderlinge duels» | José Velasquez 40' Cesar Cueto 75' |       | 24' Juan Ramón Carrasco | Estadio Nacional, Lima Toeschouwers: 20.000 Scheidsrechter: Edison Pérez (PER) |

|                                                     |                                          |       |                     |                                                                                           |
| 28 april Vriendschappelijk № 504 «onderlinge duels» | Colombia                                 | 2 – 1 | Uruguay             | Estadio El Campin, Bogota Toeschouwers: onbekend Scheidsrechter: Alirio Blanquiceth (COL) |
| 28 april Vriendschappelijk № 504 «onderlinge duels» | Willington Ortíz 41' Arnoldo Iguarán 64' |       | 47' Carlos Aguilera | Estadio El Campin, Bogota Toeschouwers: onbekend Scheidsrechter: Alirio Blanquiceth (COL) |

|                                                  |                       |       |         |                                                                                   |
| 2 mei Vriendschappelijk № 505 «onderlinge duels» | Brazilië              | 2 – 0 | Uruguay | Estádio do Arruda, Recife Toeschouwers: 59.496 Scheidsrechter: Elias Jácome (ECU) |
| 2 mei Vriendschappelijk № 505 «onderlinge duels» | Alemão 45' Careca 67' |       |         | Estádio do Arruda, Recife Toeschouwers: 59.496 Scheidsrechter: Elias Jácome (ECU) |

|                                                     |                           |       |                                                                               |                                                                                               |
| 26 mei Kirin Cup № 506 «onderlinge duels» 13:30 uur | Japan                     | 1 – 4 | Uruguay                                                                       | Yoyogi Nationaal Stadion, Tokio Toeschouwers: 30.000 Scheidsrechter: Henk van Ettekoven (NED) |
| 26 mei Kirin Cup № 506 «onderlinge duels» 13:30 uur | Kazushi Kimura 15' (pen.) |       | 44' Carlos Aguilera 51' Jorge da Silva 69' Jorge da Silva 73' Carlos Aguilera | Yoyogi Nationaal Stadion, Tokio Toeschouwers: 30.000 Scheidsrechter: Henk van Ettekoven (NED) |

|                                                          |          | |         |  |
| 1 juni Kirin Cup Officieus duel № 507 «onderlinge duels» | Maleisië | 0 – 6 | Uruguay |  |
| 1 juni Kirin Cup Officieus duel № 507 «onderlinge duels» |          | ??' Juan Ramón Carrasco ??' César Pereira ??' Jesús Alzugaray ??' Jorge Barrios ??' Carlos Aguilera ??' Jacinto Cabrera |         |  |

|                                                             |                                       |       |         |                                                                                 |
| 21 augustus Artemio Franchi Trophy № 508 «onderlinge duels» | Frankrijk                             | 2 – 0 | Uruguay | Parc des Princes, Parijs Toeschouwers: 20.405 Scheidsrechter: Abel Gnecco (ARG) |
| 21 augustus Artemio Franchi Trophy № 508 «onderlinge duels» | Dominique Rocheteau 5' José Touré 56' |       |         | Parc des Princes, Parijs Toeschouwers: 20.405 Scheidsrechter: Abel Gnecco (ARG) |

|                                                       |                               |       |         |                                                                                    |
| 17 oktober Vriendschappelijk № 509 «onderlinge duels» | Chili                         | 1 – 0 | Uruguay | Estadio Nacional, Santiago Toeschouwers: 30.000 Scheidsrechter: Víctor Ojeda (CHI) |
| 17 oktober Vriendschappelijk № 509 «onderlinge duels» | Miguel Ángel Neira ??' (pen.) |       |         | Estadio Nacional, Santiago Toeschouwers: 30.000 Scheidsrechter: Víctor Ojeda (CHI) |

## Statistieken
| Rodolfo Rodríguez   | 1956-01-20 | Santos FC              | 12 | 0 | 0 | 76 | 0  |
| Gualberto Velichco  | 1958-02-21 | Club Nacional          | 5  | 0 | 0 | 5  | 0  |
| Fernando Álvez      | 1959-09-04 | Peñarol                | 1  | 0 | 0 | 1  | 0  |
| Verdediging         |            |                        |    |   |   |    |    |
| Eduardo Acevedo     | 1959-09-25 | Defensor Sporting Club | 15 | 0 | 0 | 33 | 1  |
| Néstor Montelongo   | 1955-02-20 | Club Nacional          | 15 | 0 | 0 | 35 | 0  |
| Nelson Gutiérrez    | 1962-04-13 | CA River Plate         | 12 | 0 | 0 | 28 | 0  |
| Daniel Martínez     | 1959-12-21 | Estudiantes La Plata   | 11 | 0 | 0 | 30 | 0  |
| Darío Pereyra       | 1956-10-19 | São Paulo FC           | 4  | 4 | 0 | 30 | 5  |
| José Batista        | 1962-03-06 | Deportivo Español      | 3  | 2 | 1 | 6  | 1  |
| César Vega          | 1959-09-02 | CA Progreso            | 3  | 1 | 0 | 6  | 0  |
| Julio César Pereira | 1962-07-08 | Central Español        | 3  | 0 | 1 | 3  | 1  |
| José Luis Russo     | 1958-07-14 | Atlético Bucaramanga   | 3  | 0 | 0 | 13 | 0  |
| Eliseo Rivero       | 1957-12-27 | Peñarol                | 1  | 0 | 0 | 2  | 0  |
| Ricardo Perdomo     | 1960-07-03 | Rayo Vallecano         | 0  | 2 | 0 | 7  | 0  |
| Middenveld          |            |                        |    |   |   |    |    |
| Jorge Barrios       | 1961-01-24 | Olympiakos Piraeus     | 15 | 0 | 1 | 52 | 4  |
| Miguel Bossio       | 1960-02-10 | Peñarol                | 13 | 0 | 0 | 22 | 0  |
| Enzo Francescoli    | 1961-11-12 | CA River Plate         | 11 | 0 | 5 | 20 | 6  |
| Sergio Santín       | 1956-08-06 | Peñarol                | 6  | 3 | 0 | 12 | 0  |
| Juan Ramón Carrasco | 1956-09-15 | Danubio FC             | 5  | 0 | 2 | 19 | 2  |
| Abraham Yeladian    | 1958-01-02 | Danubio FC             | 4  | 1 | 0 | 5  | 0  |
| Víctor Diogo        | 1958-04-06 | SE Palmeiras           | 3  | 5 | 0 | 28 | 1  |
| Mario Saralegui     | 1959-04-24 | Peñarol                | 2  | 4 | 1 | 19 | 2  |
| Gustavo Dalto       | 1963-03-16 | Danubio FC             | 1  | 1 | 0 | 2  | 0  |
| Héber Cantera       | 1958-06-12 | Rampla Juniors         | 1  | 0 | 0 | 1  | 0  |
| Santiago Ostolaza   | 1962-07-10 | CA Bella Vista         | 1  | 0 | 0 | 1  | 0  |
| José Perdomo        | 1965-01-05 | Peñarol                | 0  | 1 | 0 | 1  | 0  |
| Juan Rabino         | 0000-00-00 | CA Progreso            | 0  | 1 | 0 | 1  | 0  |
| Aanval              |            |                        |    |   |   |    |    |
| Carlos Aguilera     | 1964-09-21 | Independiente Medellín | 13 | 0 | 8 | 36 | 15 |
| Jorge da Silva      | 1961-12-11 | Atlético Madrid        | 10 | 3 | 3 | 17 | 6  |
| Amaro Nadal         | 1958-03-16 | Sevilla FC             | 10 | 1 | 6 | 19 | 10 |
| Julio César Ribas   | 1957-01-08 | CA River Plate         | 4  | 1 | 0 | 5  | 0  |
| Venancio Ramos      | 1959-06-20 | RC Lens                | 3  | 4 | 2 | 34 | 5  |
| Wilmar Cabrera      | 1959-07-31 | Valencia CF            | 3  | 4 | 1 | 22 | 6  |
| Jacinto Cabrera     | 1962-12-17 | Club Nacional          | 1  | 4 | 1 | 5  | 1  |
| Jesús Alzugaray     | 1963-05-11 | Recreativo Huelva      | 1  | 3 | 1 | 4  | 1  |
| José Luis Zalazar   | 1963-10-26 | Peñarol                | 1  | 3 | 0 | 10 | 1  |
| Rogelio Ramirez     | 1959-04-08 | Rampla Juniors         | 1  | 0 | 0 | 1  | 0  |
| Mauricio Silvera    | 1964-12-30 | CA River Plate         | 1  | 0 | 0 | 2  | 0  |
| Daniel Oddine       | 1960-07-14 | Peñarol                | 0  | 1 | 0 | 1  | 0  |

AUF · A-internationals · Selecties · Bondscoaches · Uruguayaans vrouwenelftal · Olympisch elftal · Uruguay U21 · Uruguay U20 · Uruguay U19 · Uruguay U18 · Uruguay U17
1900 – 1909 ·
1910 – 1919 ·
1920 – 1929 ·
1930 – 1939 ·
1940 – 1949 ·
1950 – 1959 ·
1960 – 1969 ·
1970 – 1979 ·
1980 – 1989 ·
1990 – 1999 ·
2000 – 2009 ·
2010 – 2019 ·
2020 – 2029
WK 1930 · 
WK 1950 · 
WK 1954 · 
WK 1962 · 
WK 1966 · 
WK 1970 ·
WK 1974 · 
WK 1986 · 
WK 1990 · 
WK 2002 · 
WK 2010 · 
WK 2014 · 
WK 2018
OS 1924 · 
OS 1928 ·
OS 2012
1902 · 
1903 · 
1904 · 
1905 · 
1906 · 
1907 · 
1908 · 
1909 ·
1910 · 
1911 · 
1912 · 
1913 · 
1914 · 
1915 · 
1916 · 
1917 · 
1918 · 
1919 ·
1920 · 
1921 · 
1922 · 
1923 · 
1924 · 
1925 · 
1926 · 
1927 · 
1928 · 
1929 ·
1930 · 
1931 · 
1932 · 
1933 · 
1934 · 
1935 · 
1936 · 
1937 · 
1938 · 
1939 ·
1940 · 
1941 · 
1942 · 
1943 · 
1944 · 
1945 · 
1946 · 
1947 · 
1948 · 
1949 ·
1950 · 
1951 · 
1952 · 
1953 · 
1954 · 
1955 · 
1956 · 
1957 · 
1958 · 
1959 ·
1960 · 
1961 · 
1962 · 
1963 · 
1964 · 
1965 · 
1966 · 
1967 · 
1968 · 
1969 ·
1970 · 
1971 · 
1972 · 
1973 · 
1974 · 
1975 · 
1976 · 
1977 · 
1978 · 
1979 ·
1980 · 
1981 · 
1982 · 
1983 · 
1984 · 
1985 · 
1986 · 
1987 · 
1988 · 
1989 ·
1990 ·
1991 · 
1992 · 
1993 · 
1994 · 
1995 · 
1996 · 
1997 · 
1998 · 
1999 · 
2000 · 
2001 · 
2002 · 
2003 · 
2004 · 
2005 · 
2006 · 
2007 · 
2008 · 
2009 · 
2010 · 
2011 · 
2012 · 
2013 · 
2014 · 
2015 · 
2016 ·
2017 ·
2018 ·
2019 ·
2020 ·
2021 ·
2022 ·
2023 ·
2024
Algerije ·
Angola ·
Argentinië ·
Australië ·
België ·
Bolivia ·
Brazilië ·
Bulgarije ·
Canada ·
Chili ·
China ·
Colombia ·
Costa Rica ·
Cuba ·
DDR ·
Denemarken ·
Duitsland ·
Ecuador ·
Egypte ·
Engeland ·
Estland ·
 Finland ·
Frankrijk ·
Georgië ·
Ghana ·
Guatemala ·
Haïti ·
Honduras ·
Hongarije ·
Ierland ·
India ·
Indonesië ·
Irak ·
Iran ·
Israël ·
Italië ·
Ivoorkust ·
Jamaica ·
Japan ·
Joegoslavië ·
Jordanië ·
Libië ·
Luxemburg ·
Maleisië ·
Mexico ·
Marokko ·
Nederland ·
Nicaragua ·
Nieuw-Zeeland ·
Nigeria ·
Noord-Ierland ·
Noorwegen ·
Oekraïne ·
Oezbekistan ·
Oman ·
Oostenrijk ·
Panama ·
Paraguay ·
Peru ·
Polen ·
Portugal ·
Roemenië ·
Rusland ·
Saarland ·
Saoedi-Arabië ·
Schotland ·
Senegal ·
Servië & Montenegro ·
Singapore ·
Slovenië ·
Sovjet-Unie ·
Spanje ·
Tahiti ·
Thailand ·
Trinidad en Tobago · 
Tsjechië ·
Tsjecho-Slowakije ·
Tunesië · 
Turkije ·
Venezuela ·
Verenigde Arabische Emiraten ·
Verenigde Staten ·
Wales ·
Zuid-Afrika ·
Zuid-Korea ·
Zweden ·
Zwitserland
Argentinië (1986) ·
België (1990) ·
Brazilië (1950) · 
Colombia (2014) ·
Costa Rica (2014) ·
Denemarken (1986) ·
Denemarken (2002) ·
Duitsland (2010) ·
Egypte (2018) ·
Engeland (2014) ·
Frankrijk (2002) ·
Frankrijk (2010) ·
Frankrijk (2018) ·
Ghana (2010) ·
Italië (1990) ·
Italië (2014) ·
Mexico (2010) ·
Nederland (1974) ·
Nederland (2010) ·
Portugal (2018) ·
Rusland (2018) ·
Saoedi-Arabië (2018) ·
Schotland (1986) ·
Senegal (2002) ·
Spanje (1990) ·
West-Duitsland (1986) ·
Zuid-Afrika (2010) ·
Zuid-Korea (1990) ·
Zuid-Korea (2010)